# 斯宾塞 (南达科他州)
斯宾塞（英語：Spencer），是美国南达科他州下属的一座城市。根据2010年美国人口普查，该市有人口152人。论人口在本州排行第197。